# Periodenlücke
Die Periodenlücke (englisch period gap) beschreibt in der Astronomie, dass bei den nicht-magnetischen kataklysmischen Veränderlichen nur wenige mit Umlaufdauern zwischen zwei und drei Stunden zu beobachten sind.
Die kataklysmischen Veränderlichen bestehen aus einem Roten Zwerg und einem Weißen Zwerg. Der Rote Zwerg füllt sein Roche-Grenzvolumen aus und transferiert Materie an seinen Begleiter, den Weißen Zwerg. Aufgrund des Erhalts des Drehimpulses bildet sich um den Weißen Zwerg eine Akkretionsscheibe, durch die Materie auf den Weißen Zwerg fließt. Die Periodenlücke wird verursacht durch ein Schrumpfen des Durchmessers des Roten Zwergs aufgrund einer Änderung des inneren Aufbaus, wenn der Energietransport in dem Stern vollständig konvektiv wird.

## Nicht-magnetische kataklysmische Veränderliche
Alle diese nicht-magnetischen kataklysmischen Veränderlichen zeigen eine starke Unterhäufigkeit bei Bahnumlaufdauern zwischen 2,15 und 3,18 Stunden. Die Anzahl der beobachteten kataklysmischen Veränderlichen liegt innerhalb der Periodenlücke um einen Faktor 20 niedriger als ober- und unterhalb der Periodenlücke. Wenn der Abstand zwischen den Sternen zu einem Wert von 3,18 Stunden führt, verfügt der Rote Zwerg über eine Masse von circa 0,4 Sonnenmassen, bei welcher der Energietransport im gesamten Stern ausschließlich mittels Konvektion erfolgt. In der Folge schrumpft der Begleiter aufgrund seines geänderten Aufbaus unter die Roche-Grenzfläche, woraufhin der Materiefluss abreißt und die kataklysmische Aktivität ausklingt. Innerhalb der Periodenlücke kommt es zu einem langsamen Drehimpulsverlust aufgrund der Abstrahlung von Gravitationswellen, wobei dieser Mechanismus bis zu einer Milliarde Jahre braucht, um das Doppelsternsystem bei einer Umlaufdauer von 2,15 Stunden wieder in Kontakt zu bringen. Es gibt einige aktive kataklysmische Veränderliche innerhalb der Periodenlücke, wobei diese wahrscheinlich innerhalb der Periodenlücke erstmals die Roche-Grenzfläche ausfüllten und der Materietransfer einsetzte. Daneben sind auch Doppelsterne aus prä-kataklysmischen Veränderlichen wie GD 448 und SDSS 1355+0856 beobachtet worden, die direkt aus der Common-Envelope-Phase in die Periodenlücke gewandert sind. Diese Doppelsterne sind noch getrennt und mangels Massentransfers nur schwer nachzuweisen,
Die Periodenlücke kann bei den nicht-magnetischen kataklysmischen Veränderlichen nachgewiesen werden, wobei die Unterteilung anhand ihrer Lichtkurve erfolgt:
- als Novae, wenn die wasserstoffreiche Materie auf der Oberfläche des Weißen Zwerges thermonukleare Reaktionen durchläuft,
- als Zwergnovae, wenn eine Instabilität die Durchflussrate in der Akkretionsscheibe erhöht und diese aufgrund erhöhter Reibung aufleuchtet,
- als Novaähnliche, die einer Zwergnova im permanenten Ausbruch entsprechen.

Bei den magnetischen kataklysmischen Veränderlichen erfolgt der Massentransfer auf den Weißen Zwerg nicht über eine Akkretionsscheibe, sondern der Materiefluss geschieht entlang der Magnetfeldlinien des kompakten Sterns. Da es kaum AM-Herculis-Sterne und DQ-Herculis-Sterne mit Bahnumlaufdauern unterhalb von drei Stunden gibt, wird bei den magnetischen kataklysmischen Veränderlichen nicht von einer Periodenlücke gesprochen.

## Magnetische Aktivität
Das oben beschrieben Modell würde eine große Anzahl an alten magnetisch aktiven Roten Zwergen mit Rotationsperioden zwischen zwei und drei Stunden erwarten lassen in Form von BY-Draconis-Sternen durch Sternflecken oder durch Flares bei UV-Ceti-Sternen. Es gibt bei jungen Roten Zwergen, die ebenfalls noch schnell rotieren, eine große Anzahl dieser Veränderlichen mit einem Spektraltyp zwischen M4 und M6, entsprechend dem Spektraltyp der kataklysmischen Veränderlichen innerhalb der Periodenlücke. Aber diese kinematisch alten magnetisch aktiven Rote Zwerge in kataklysmischen Veränderlichen sind nie beobachtet worden. Eventuell rotieren die Rote Zwerge in inaktiven kataklysmischen Veränderlichen nicht differentiell und sind deshalb nicht magnetisch aktiv.